# Хачиков, Вадим Александрович
Вадим Александрович Хачиков (23 февраля 1931, Лабинск, Северо-Кавказский край или Краснодарский край — 21 мая 2020, Пятигорск, Ставропольский край) — советский писатель-краевед и журналист, заслуженный работник культуры Российской Федерации; член Союза журналистов России.

## Биография
Родился 23 февраля 1931 года в станице Лабинской Краснодарского края, куда его родители незадолго до этого переехали из Сочи. Вскоре семья переехала в Пятигорск, где Вадим Хачиков окончил среднюю школу и педагогический институт. Некоторое время работал учителем русского языка и литературы в сельской школе, затем — в музее «Домик Лермонтова», где начал заниматься краеведением.
С 1957 года В. А. Хачиков — профессиональный журналист; с член Союза журналистов СССР. Работал на городском и краевом радио, в газетах «Ленинское знамя» (Карачаево-Черкесия), «За изобилие» (Предгорный район), «Пятигорская правда». С 1961 году работал на Краевой студии телевидения, где вёл циклы передач «О времени и о себе» и «Бархатный сезон». После ухода на пенсию стал хранителем уникального Музея телевидения, созданном при его непосредственном участии.
В 1968 году окончил факультет журналистики Ленинградской высшей партийной школы.
Известен, как автор более 30 книг и большого количества статей и очерков краеведческого характера. В 1964 году вышла первая повесть В. А. Хачикова об альпинистах – «Шесть ударов» (Ставропольское книжное издательство); в 1987 году в том же издательстве была напечатана книга о лесоводах «Укрощение дракона»; в 1992 году в пятигорском издательстве «Вестник Кавказа» появилась документальная повесть «Верны Кавказу» об истории Кавказского горного общества на Кавказских минеральных водах. В 1998 и 1999 годах издательство «Вестник Кавказа» к 40-летию краевого телевидения напечатало книги Хачикова «Пятигорск на службе здоровья» и «В эфире — Пятигорск». В 2000 году появилась книга «Пятигорск. Вечно юный и прекрасный», посвященная 220-летию города, а так же книга «Леса Пятигорья», изданная в Элисте. В последующие годы им были написаны книги: совместно с Э. Стативкиным — «Питьевые галереи и бюветы Кавказских Минеральных Вод» (2003); «Счастливые дни. К. Хетагуров и Пятигорск» (2004); совместно с Л. Зыбиной  — «Просто Горьковская» (2005).
Работал в журналистике, публикуя в  газетах «Кавказская здравница», «Пятигорская правда», «Кавказская неделя», «Кавказский край», «Туристический Кавказ», журналах «Кавказское гостеприимство» и «Ставрос – Юг» очерки, статьи, эссе об истории и культурной жизни Кавказских Минеральных Вод.
В периодической печати вышли документальные повестей исторического характера: «Соединивший века» (1992), «Огонь Насрена», «Эхо белой молнии» (2000), «Слышен на Подкумке зов Эльбруса» (2000), «Откровение камня» и «Гусарская рапсодия» (2004).
В последнее десятилетие жизни появились его произведения: «Пятигорск в биографиях улиц и площадей» (2010), «Пьедестал Прометея» (2011), «Тайна гибели Лермонтова» (2014), «Дорогие гости Кавказских Вод: Пушкин, Лермонтов, Толстой» (2015), «Загадки кавказских визитов» (2017), «Таинственная повесть» (2018), «Однажды осенью» (2019).
Был лауреат творческого конкурса краевого отделения Союза журналистов имени Г. Лопатина (дипломы в 1869 и 1986; премия в 2003)
Умер в Пятигорске 21 мая 2020 года. Похоронен на Хорошевском кладбище.